# Medinilla kinabaluensis
Medinilla kinabaluensis är en tvåhjärtbladig växtart som beskrevs av Regalado. Medinilla kinabaluensis ingår i släktet Medinilla och familjen Melastomataceae. Inga underarter finns listade i Catalogue of Life.